# Sedum tetractinum
Sedum tetractinum är en fetbladsväxtart som beskrevs av Fröderstr.. Sedum tetractinum ingår i Fetknoppssläktet som ingår i familjen fetbladsväxter. Inga underarter finns listade i Catalogue of Life.

## Bildgalleri

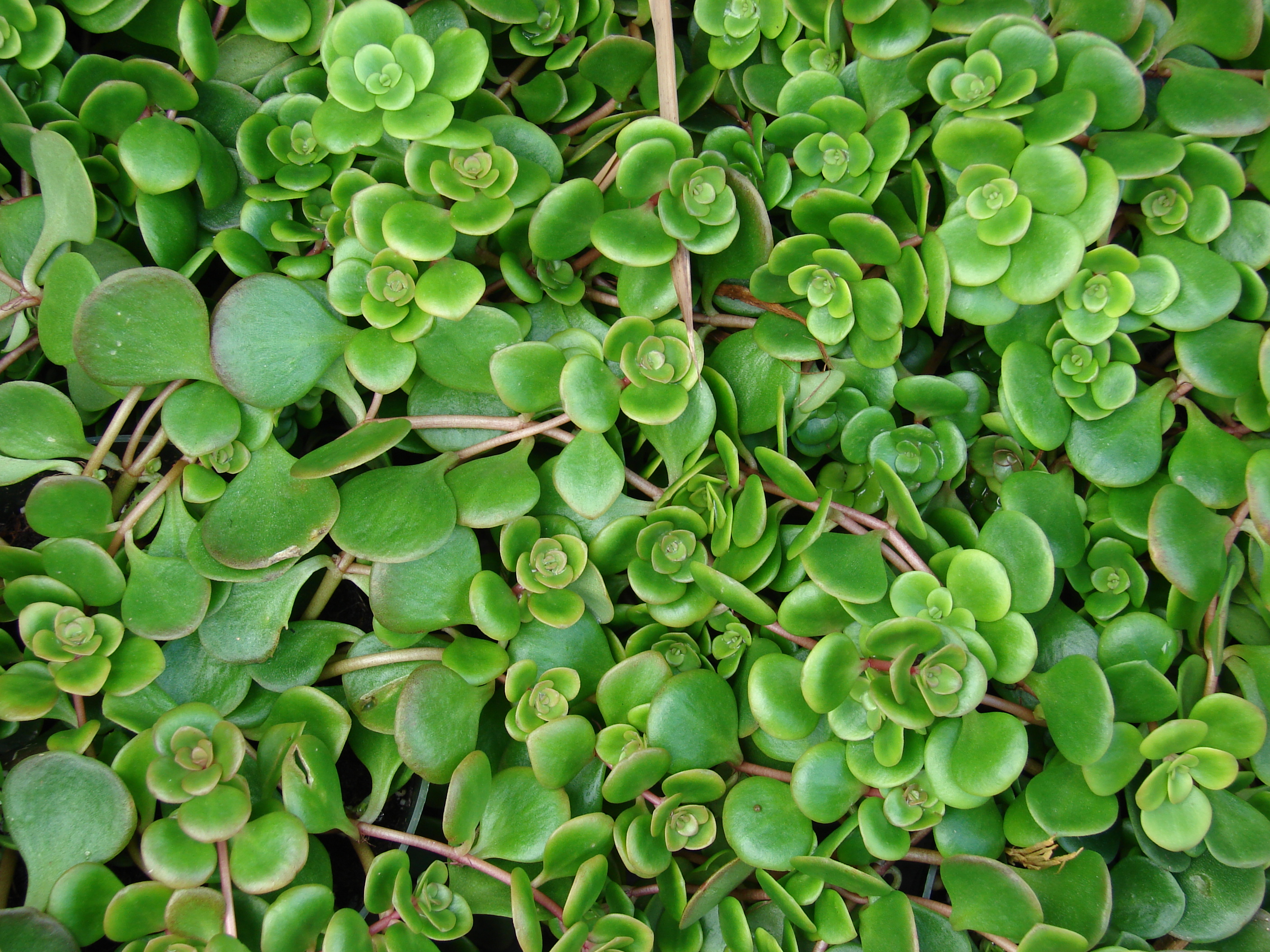
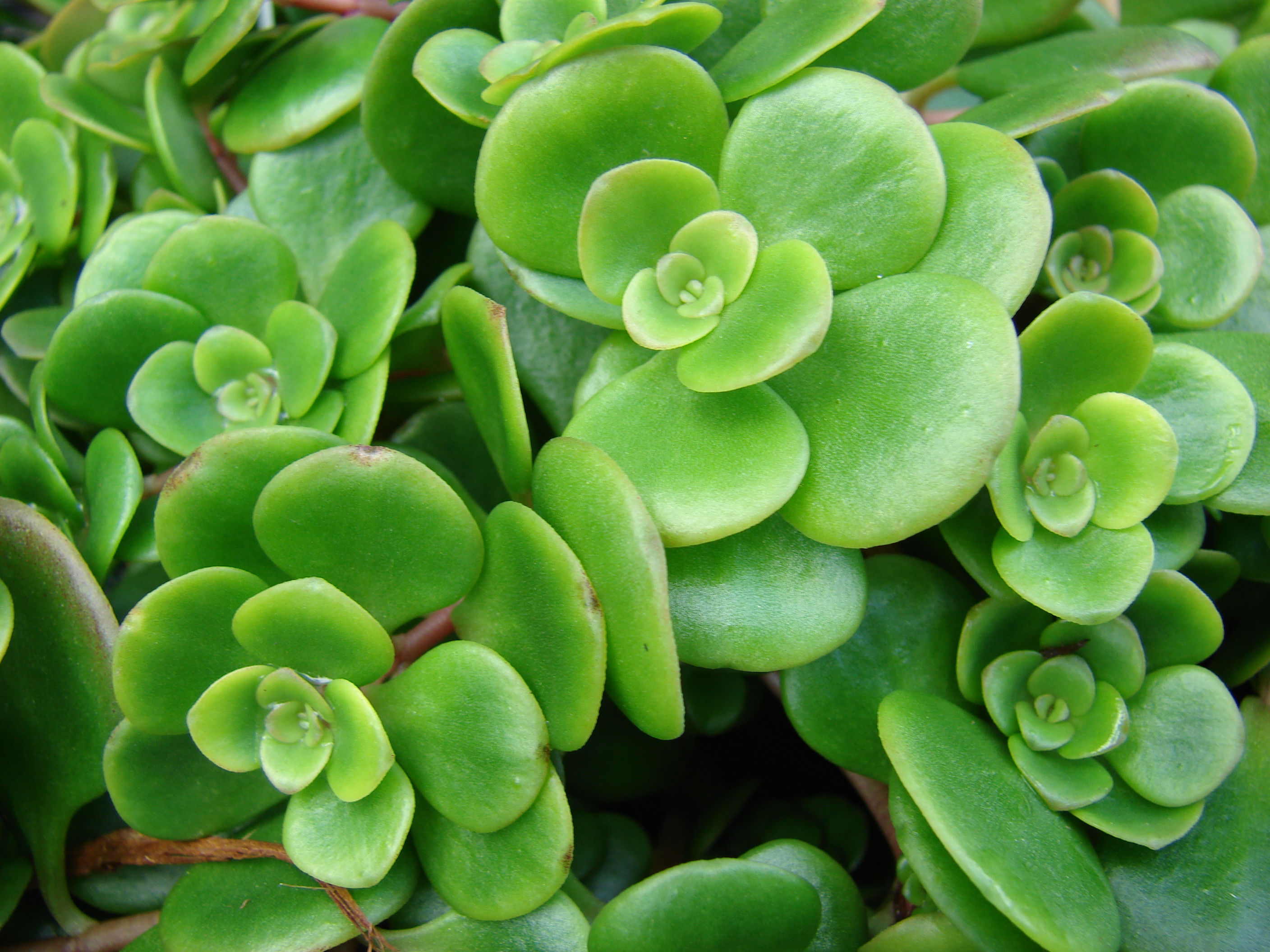
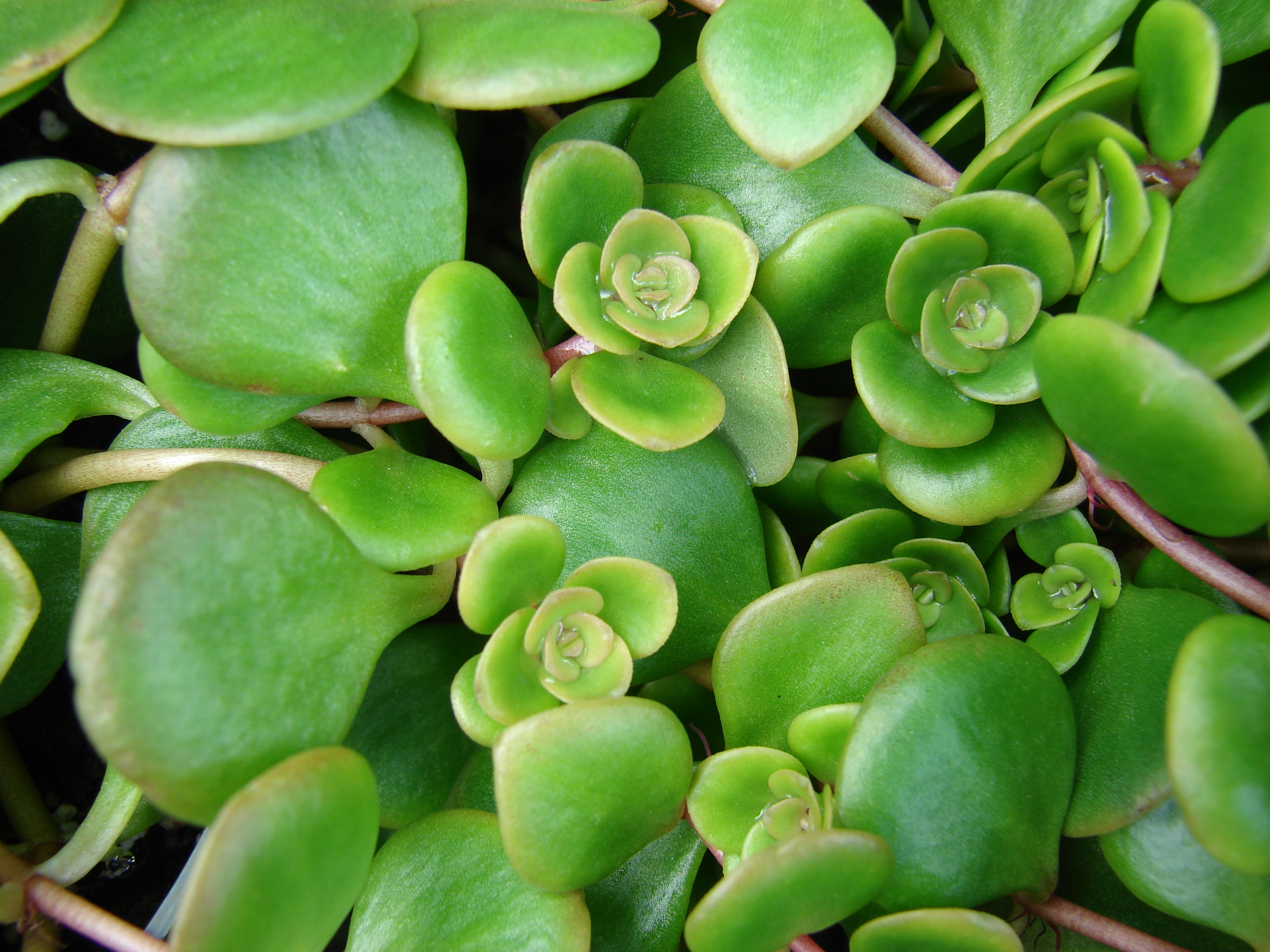